# Фейзи Дакани
Файзи Дакани, шейх Абу-ль-Фейз (20 сентября 1547 — 15 октября 1595) — индийский поэт, писавший на фарси. Придворный поэт «Великого Могола» Акбара Великого, брат придворного историка Абу-л Фазла.

## Биография
Фейзи родился в Агре 20 сентября 1547. Он был старшим сыном шейха Мубарака Нагори (1505—1593).
Современники приписывали ему более 100 сочинений в различных формах — касыд, газелей, рубай и наградили его титулом «царь поэтов». Фейзи также собирался сочинить пятичастную поэму «Пандж Гандж» («Пять сокровищ») в подражание Низами, но успел закончить только три книги. Его лирика проникнута суфийским мировосприятием. При этом, в соответствии с проповедуемым Акбаром принципом религиозной терпимости, он отстаивает равенство всех людей перед Богом, мир и дружбу между последователями разных религий. При участии Фейзи на фарси переводились классические санскритские сочинения (в том числе «Махабхарата» и «Рамаяна»). Ему принадлежат комментарии к Корану, труды по философии, филологии, математике, медицине (по большей части переведённые с санскрита). Творчество Фейзи открывает эпоху расцвета персоязычной литературы в Индии.

## Переводы на русский
Поэма «Наль и Даман» (из незаконченного цикла «Пандж Гандж»), в основу которой Файзи положил сказание о радже Нале из «Махабхараты», впервые предстала на русском языке как «Наль и Дамаянти» в 1844 году в замечательном переложении В. А. Жуковского. Первый литературный перевод поэмы (издание 1982 года) осуществлён Г. Б. Плисецким.